# Nenad Mijatović
Nenad Mijatović nacido el 22 de enero de 1987 en Split es un jugador de baloncesto profesional montenegrino que mide 195 centímetros y en la actualidad milita en las filas del RSB Berkane.

## Biografía
A su temprana edad, su familia se mudó a Podgorica, donde comenzó a jugar al baloncesto en el KK Buducnost. Se estrenó como profesional con tan sólo 14 años, cuando el KK Buducnost dominaba el baloncesto local gracias a Bogdan Tanjevic. Siguió desarrollando su juego y a los 18 (campaña 2005/06), se convirtió en uno de los jugadores más destacados del equipo. 
A pesar de los problemas que tuvo que afrontar, el hecho de que el Buducnost fuera un equipo extremadamente joven y lleno de talento (la media de edad era aproximadamente de 21 años) le permitió terminar el cuarto del campeonato nacional, sobrepasando el KK Hemofarm, entre otros equipos del importantes serbios. En la temporada 2006-2007 el equipo se alzó con tantas victorias, desde la victoria en la Copa nacional, hasta el que fuera sin duda el logro más importante, el quinto lugar en la Liga Adriática asegurándose así una plaza para la ULEB de la siguiente temporada. Mitjatovic y Goran Jeretin conformaron seguramente la mejor pareja de defensores del baloncesto de la Liga adriática de aquella temporada, con un promedio de 12 y 18 puntos respectivamente.

## Perfil del jugador
Mijatović mide 195 cm, es un anotador explosivo que usa su fantástica rapidez y capacidad atlética para acercarse sin miedo alguno a la canasta. Asimismo es muy hábil en los tiros triples, ya sean a balón parado o en juego. Por lo que respecta a sus ídolos, el propio jugador confiesa ser admirador de muchas de las estrellas de la NBA. Es capaz de realizar unos regateos estpendos cuando está atacando y de actuar de la mejor manera posible cuando hay que estar en defensa.

## Perspectivas de futuro
En una entrevista a la televisión montenegrina, declaró que su sueño es saltar a la de NBA y que el siguiente paso estaba por firmar por un club de la liga ACB. En la misma entrevista, confirmó que la Federación de Baloncesto de Serbia le propuso jugar bajo bandera serbia (sus padres tienen orígenes serbios), pero en cambio decidió jugar para Montenegro.
Finalmente, el 10 de febrero de 2009 firmó con el CB Murcia donde terminaría la temporada sin mucho brillo.
Para la temporada 2009/10 juega en el Mersin Büyükşehir Belediye de la Liga de Baloncesto de Turquía.